# Streifenbauch-Tachurityrann
Der Streifenbauch-Tachurityrann (Anairetes reguloides) oder manchmal Streifentachuri ist eine Vogelart aus der Familie der Tachurityrannen (Anairetes). Diese Art hat ein großes Verbreitungsgebiet, das sich auf die Länder Peru und Chile beschränkt. Der Bestand wird von der IUCN als nicht gefährdet (Least Concern) eingeschätzt.

## Merkmale
Der Streifenbauch-Tachurityrann erreicht eine Körperlänge von etwa 11,5 Zentimetern. Der Unterschnabel und die Basis des Oberschnabels des Männchens sind blass, während der Rest des Oberschnabels fleischrot ist. Die Oberseite ist schwarz mit markanten weißen Streifen. Der schwarze Kamm ist weiß umrandet. Der Nacken und der deutliche, mittlere Kronensaum sind weiß gefärbt. Die Flügel haben zwei weiße Querbinden und Musterungen. Der Schwanz hat weiße Flecken, die an den Innenfahnen der äußeren Steuerfeder mit 4 bis 5 Millimeter am dicksten sind und nach innen immer kleiner werden. Die Außenfahnen der äußeren Steuerfedern sind weiß. Das Schwarze in Scheitel, Zügel und dem seitlichen Kopfteil wird an der Kehle von undeutlichen weißen Streifen durchzogen ist. Die restliche Unterseite weist helle bleigelbe Färbungen auf und wird an den Seiten und der Brust ebenfalls von schwarzen Streifen durchzogen. Dem Bauchbereich fehlen die Streifen.
Das Weibchen ähnelt dem Männchen hat aber einen deutlich kürzeren Kamm. Das Schwarzweiß des Rückens und der Flügel wird durch einen dunklen Farbton mit hellem Gelbbraun ersetzt. Der Scheitel und die Kopfseiten sind von undeutlichen weißen Strichen durchzogen. Unter dem Auge findet sich ein weißer Halbring. Das Gefieder der Unterseite ähnelt farblich dem des Männchens.
Bei Jungvögeln ist der Rückenbereich dunkelbraun mit lohfarbenen Streifen. Das Gelbbraun des Zügels vor dem Auge wandelt sich nach hinten in Streifen, ist dann aber im unteren Bereich der Kopfseiten und dem Halbkreis unter dem Auge wieder gelbbraun. Die Unterseite wirkt etwas heller mit einem dunklen Brustband und seitlichen Streifen, die aber im Feld nicht unbedingt auffallen.

## Verbreitung und Lebensraum
Sie bewegen sich im Uferdickicht, Polylepis-Gestrüpp und gemischten Sträuchern typischer Loma-Vegetation in Höhen von Meeresspiegel bis 2900 Meter. Allerdings wurden sie am Quebrada Matará in der Cordillera Blanca sogar schon in 4200 Meter Höhe beobachtet.

## Verhalten
Das Verhalten des Vogels gleicht dem der Schwarzhauben-Tachurityrannen (Anairetes nigrocristatus). Gelegentlich folgen sie gemischten Vogelscharen und man kann sie dann beispielsweise zusammen mit Gelbschnabel-Tachurityrannen (Anairetes flavirostris) entdecken. Der Gesang ist ein langes zitterndes trrrrr. Oft geben sie laute abnehmende Serie von Pfiffen von sich.

## Unterarten
Es sind zwei Unterarten beschrieben, die sich vor allem in ihrer Färbung und ihrem Verbreitungsgebiet unterscheiden:
- Anairetes reguloides reguloides (d’Orbigny & Lafresnaye, 1837)[1] Die Nominatform ist von der Region Ancash über Ica in den Westen Apurímacs präsent. Allerdings gibt es nur einen Bericht aus Apurímac.
- Anairetes reguloides albiventris (Chapman, 1924)[2] Diese Unterart ähnelt der Nominatform hat aber nur wenig bis kein gelb im Gefieder. Der gesamte Bauchbereich ist weiß bzw. fast weiß statt hell bleigelb. Dem Saum der Federn der Oberseite fehlt die gelbe Tönung. Der Schwanz ist etwas länger als in der Nominatform. Diese Subspezies kommt im Südwesten Perus vom Süden der Region Ayacuchos bis in den Süden Tacnas und dem extremen Nordwesten Chiles in der Región de Arica y Parinacota vor.